# Ајрола (Торино)
Ајрола (итал. Airola) је насеље у Италији у округу Торино, региону Пијемонт.
Према процени из 2011. у насељу је живело 41 становника. Насеље се налази на надморској висини од 656 м.